# Pro Caelio
Pro Caelio er en af de mest berømte overlevende taler, som den romerske taler/foredragsholder Cicero holdt i 56 f.Kr.. Talen var forsvaret for Marcus Caelius Rufus, der var anklaget for en række forhold, bl.a. tilskyndelse til oprør, tyveri, mord på en diplomat, forgiftning af Clodia.
Caelius var elsker til den notoriske Clodia, søster til Publius Clodius Pulcher, Ciceros fjende, som også var anklageren. Cicero karakteriserede anklagepunkterne mod Caelius som hævn fra skør kvinde, og fik udført et effektivt karaktermord på Clodia.
En roman, Pro Caelio af Stephen Ciraolo, er baseret på baggrunden af historien af den originale Pro Caelio.
| Sprog og litteratur | Spire Denne artikel om litteratur er en spire som bør udbygges. Du er velkommen til at hjælpe Wikipedia ved at udvide den. |